# Надбужанская котловина
Надбужанская котловина (укр. Надбужанська котловина) — котловина тектонически-эрозионного происхождения, занимает западную часть Малого Полесья, охватывает долину верхнего течения реки Западный Буг и её притоков.
Лежит в северной части Львовской области. Котловина вытянута с юго-востока на северо-запад и граничит с Розточьем на юго-западе, Львовским плато и Гологорами на юге, Вороняками на востоке и Холмской и Волынской возвышенностями на севере. Южная часть котловины является мореново-зандровой или зандровой равниной, местами покрытой сосновыми лесами. Юго-западная часть состоит из плоских, параллельно расположенных гряд меловых холмов, в основном покрытых лесом и отделённых друг от друга широкими заболоченными долинами (см. Грядовое Побужье).